# Psittacanthus acutus
Psittacanthus acutus är en tvåhjärtbladig växtart som beskrevs av Kuijt. Psittacanthus acutus ingår i släktet Psittacanthus och familjen Loranthaceae. Inga underarter finns listade i Catalogue of Life.